# Novi Dulići
Novi Dulići (cyr. Нови Дулићи) – wieś w Bośni i Hercegowinie, w Republice Serbskiej, w gminie Gacko. W 2013 roku liczyła 136 mieszkańców.